# German Ruano
Pour les articles homonymes, voir Ruano.
German Giovanni Ruano González (né le 17 octobre 1971 à Guatemala City au Guatemala) est un joueur de football international guatémaltèque, qui évolue au poste de défenseur.

## Biographie

### Carrière en sélection
Avec l'équipe du Guatemala, il joue 57 matchs (pour aucun but inscrit) entre 1995 et 2001. Il figure notamment dans le groupe des sélectionnés lors des Gold Cup de 1996 et de 1998.

## Palmarès
CSD Municipal
- Championnat du Guatemala (12) :
  - Champion : 1993-94, 2000 (Clôture), 2000 (Ouverture), 2001 (Ouverture), 2002 (Clôture), 2003 (Ouverture), 2004 (Ouverture), 2005 (Clôture), 2005 (Ouverture), 2006 (Clôture), 2006 (Ouverture) et 2008 (Clôture).